# Covadonga
Covadonga (em asturiano: Cuadonga) é uma paróquia civil do concelho (município) de Cangas de Onís,  na província e Principado das Astúrias. Situa-se perto da montanha dos Picos da Europa onde os cristãos da Hispânia venceram uma batalha contra os mouros, em 718 ou 722, que ganhou um significativo simbolismo e é frequentemente apontada como o início da Reconquista cristã da Península Ibérica por ter sido a primeira vitória dos cristãos contra os muçulmanos do al-Andalus após invasão de 711. A paróquia tem apenas uma local (densidade: 22,8 hab./km²).
A localidade é conhecida pelo Santuário do Real Sítio de Covadonga, do qual fazem parte a Santa Gruta e a Basílica de Nossa Senhora de Covadonga. A paróquia faz parte do Parque Nacional dos Picos da Europa e situa-se perto dos lagos de Covadonga.

## Etimologia
Segundo uma das etimologias propostas para o topónimo Covadonga, este tem origem no celta Cova d'onnica ("fonte da gruta"). Outra teoria é que o nome deriva do latim Cova Dominica ("cova da senhora"), uma alusão ao lugar consagrado a Nossa Senhora de Covadonga. No entanto, de acordo com a evolução da língua asturiana, Cova Dominica deveria ter evoluído para Covadominga. Para o filólogo e antropólogo sueco-espanhol Carlos Medina de Rebolledo, especialista em línguas e culturas escandinavas, Covadonga tem claramente origem  na língua gótica e significa gruta (cova) grande (donga). Essa gruta grande não seria aquela onde se venera a Virgem Maria, mas sim outra nas proximidades onde se podem ter refugiado os cavaleiros que iniciaram a Reconquista. Tal faz sentido pois os visigodos derrotados pelos muçulmanos fugiram para o norte da Península Ibérica e o idioma secreto que os visigodos falavam entre si era o gótico de origem escandinavo.